# Wolfgang Sperner
Wolfgang Sperner (* 28. Dezember 1924 in Alt Rothwasser, Tschechoslowakei; † 24. Februar 2005 in Linz) war ein österreichischer Journalist und Buchautor.

## Leben
Sperner wuchs in einer Lehrerfamilie auf. Nach dem Besuch des Gymnasiums in Troppau wurde er an der Prager Karl-Ferdinands-Universität immatrikuliert. Infolge des Ausbruches des Zweiten Weltkrieges konnte Sperner das Studium jedoch nicht aufnehmen. Nach Kriegsende und Vertreibung arbeitete er als Redakteur beim Wochenblatt „Der Mühlviertler“ in Linz. 1947 wechselte Sperner zum Linzer Volksblatt und späteren Neuen Volksblatt. 1971 stieg Sperner dort zum stellvertretenden Chefredakteur und Wirtschaftsredakteur auf. Seit 1965 war Sperner für die Herausgabe des Linzer Bürgerbriefes verantwortlich. Er engagierte sich auch in der Sudetendeutschen Landsmannschaft in Österreich und übernahm im April 1973 die Schriftleitung deren Organs „Sudetenpost“. Sperner trat 1998 in den Ruhestand.
Sperner veröffentlichte mehrere Bücher und war Autor von Hörspielen, wie Johannes Kepler in Linz.

## Ehrungen
- 1969: Goldenes Ehrenzeichen für Verdienste um die Republik Österreich
- 1976: Verleihung des Professorentitels
- 1985: Ehrenzeichen in Gold der Sudetendeutschen Landsmannschaft in Österreich
- 1990 Goldenes Verdienstzeichen des Landes Oberösterreich

## Publikationen (Auswahl)
- Linz, Porträt einer Stadt
- Auf Entdeckungsreise durch Oberösterreich